# Mistrzostwa Świata we Wspinaczce Sportowej 2001
Mistrzostwa Świata we Wspinaczce Sportowej 2001 – 6. edycja mistrzostw świata we wspinaczce sportowej, która odbyła się w dniach 5–8 września 2001 w Sulzer-Hallen w szwajcarskim mieście Winterthur. Podczas zawodów wspinaczkowych zawodnicy i zawodniczki rywalizowali w 6 konkurencjach. W 2001 na mistrzostwach świata po raz pierwszy rozegrano konkurencję bouldering. Polak Tomasz Oleksy zdobył brązowy medal we wspinaczce na czas.

## Konkurencje
Mężczyźni
- bouldering, prowadzenie i wspinaczka na czas

Kobiety
- bouldering, prowadzenie i wspinaczka na czas

## Medaliści
| Konkurencja        | Złoto                      | Srebro                       | Brąz                       |
| ------------------ | -------------------------- | ---------------------------- | -------------------------- |
| Mężczyźni          |                            |                              |                            |
| bouldering         | Włochy · Mauro Calibani    | Francja · Frédéric Tuscan    | Włochy · Christian Core    |
| prowadzenie        | Francja · Gérôme Pouvreau  | Czechy · Tomáš Mrázek        | Francja · François Petit   |
| wspinaczka na czas | Ukraina · Maksym Stienkowy | Ukraina · Wołodymyr Zacharow | Polska · Tomasz Oleksy     |
| Kobiety            |                            |                              |                            |
| bouldering         | Francja · Myriam Motteau   | Francja · Sandrine Levet     | Ukraina · Natalija Perłowa |
| prowadzenie        | Słowenia · Martina Čufar   | Belgia · Muriel Sarkany      | Francja · Chloé Minoreti   |
| wspinaczka na czas | Ukraina · Ołena Riepko     | Rosja · Majia Piratinska     | Rosja · Swietłana Sutkina  |

## Wyniki

### Bouldering
| Mężczyźni | Mężczyźni          | Mężczyźni |
| --------- | ------------------ | --------- |
| Miejsce   | Zawodnik           | Państwo   |
| złoto     | Mauro Calibani     | Włochy    |
| srebro    | Frédéric Tuscan    | Francja   |
| brąz      | Christian Core     | Włochy    |
| 4         | Daniel Du Lac      | Francja   |
| 5         | Jérôme Meyer       | Francja   |
| 6         | Daniel Andrada     | Hiszpania |
| 7         | Saławat Rachmietow | Rosja     |
| 8         | Karsten Borowka    | Niemcy    |
| 9         | Jurij Golob        | Słowenia  |
| 10        | Kilian Fischhuber  | Austria   |

| Kobiety | Kobiety          | Kobiety   |
| ------- | ---------------- | --------- |
| Miejsce | Zawodniczka      | Państwo   |
| złoto   | Myriam Motteau   | Francja   |
| srebro  | Sandrine Levet   | Francja   |
| brąz    | Natalija Perłowa | Ukraina   |
| 4       | Nicola Haager    | Niemcy    |
| 5       | Corinne Theroux  | Francja   |
| 6       | Renata Piszczek  | Polska    |
| 7       | Emilie Pouget    | Francja   |
| 8       | Leire Aguirre    | Hiszpania |
| 9       | Ruth Plannels    | Hiszpania |
| 10      | Eva Nieselt      | Niemcy    |

### Wspinaczka na czas
| Mężczyźni | Mężczyźni                      | Mężczyźni  |
| --------- | ------------------------------ | ---------- |
| Miejsce   | Zawodnik                       | Państwo    |
| złoto     | Maksym Stienkowy               | Ukraina    |
| srebro    | Wołodymyr Zacharow             | Ukraina    |
| brąz      | Tomasz Oleksy                  | Polska     |
| 4         | Aleksandr Szaoulski            | Rosja      |
| 5         | Jewhen Krywoszejcew            | Ukraina    |
| 6         | Oleg Grebenjuk                 | Ukraina    |
| 7         | Aleksiej Gadiejew              | Rosja      |
| 8         | Raphaël Lachat                 | Szwajcaria |
| 9         | Władimir Niecwietajew-Dołgalow | Rosja      |
| 10        | Csaba Komondi                  | Węgry      |

| Kobiety | Kobiety               | Kobiety |
| ------- | --------------------- | ------- |
| Miejsce | Zawodniczka           | Państwo |
| złoto   | Ołena Riepko          | Ukraina |
| srebro  | Majia Piratinska      | Rosja   |
| brąz    | Swietłana Sutkina     | Rosja   |
| 4       | Anna Stienkowa        | Rosja   |
| 5       | Olha Zacharowa        | Rosja   |
| 6       | Natalija Perłowa      | Ukraina |
| 7       | Zosia Podgorbounskicz | Rosja   |
| 8       | Renata Piszczek       | Polska  |
| 9       | Olesia Saulewicz      | Rosja   |
| 10      | Edyta Ropek           | Polska  |

## Klasyfikacja medalowa
* Organizator zawodów został zaznaczony tym kolorem,  Polskę  oznaczono tekstem pogrubionym.
|                   |                   |                   |   |   |   |    |   |   |   |   |   |   |
| 1                 | Francja           | 2                 | 2 | 2 | 6 | 1  | 1 | 1 | 1 | 1 | 1 |   |
| 2                 | Ukraina           | 2                 | 1 | 1 | 4 | 1  | 1 | 0 | 1 | 0 | 1 |   |
| 3                 | Włochy            | 1                 | 0 | 1 | 2 | 1  | 0 | 1 | 0 | 0 | 0 |   |
| 4                 | Słowenia          | 1                 | 0 | 0 | 1 | 0  | 0 | 0 | 1 | 0 | 0 |   |
| 5                 | Rosja             | 0                 | 1 | 1 | 2 | 0  | 0 | 0 | 0 | 1 | 1 |   |
| 6                 | Belgia            | 0                 | 1 | 0 | 1 | 0  | 0 | 0 | 0 | 1 | 0 |   |
| 6                 | Czechy            | 0                 | 1 | 0 | 1 | 0  | 1 | 0 | 0 | 0 | 0 |   |
| 8                 | Polska            | 0                 | 0 | 1 | 1 | 0  | 0 | 1 | 0 | 0 | 0 |   |
| Ogółem (8 państw) | Ogółem (8 państw) | Ogółem (8 państw) | 6 | 6 | 6 | 18 | 3 | 3 | 3 | 3 | 3 | 3 |

Źródło: